# Nick Hækkerup
Nick Hækkerup (født 3. april 1968 i Fredensborg) er en dansk forhenværende socialdemokratisk politiker, der siden 1. juni 2022 har været direktør i Bryggeriforeningen. Han var tidligere justitsminister, forsvarsminister, handels- og europaminister, sundhedsminister og folketingsmedlem 2007-2022. Nick Hækkerup var næstformand for Socialdemokraterne fra 2005-2012. Han blev valgt ind i Folketinget 13. november 2007 med 10.721 personlige stemmer. Nick Hækkerup er cand.jur. og ph.d. i EU- og folkeret fra Københavns Universitet.

## Baggrund
Nick Hækkerup blev født den 3. april 1968 i Fredensborg som søn af Klaus Hækkerup, senere borgmester i Fredensborg-Humlebæk og medlem af Folketinget i perioden 1988-2011 for Socialdemokraterne, og Irene Hækkerup, senere skoleinspektør. Nick Hækkerup er oldebarn af Hans Kristen Hækkerup, tidligere medlem af Folketinget, og barnebarn af den fhv. minister Per Hækkerup og tidligere næstformand for Folketinget Grete Hækkerup. Broderen Ole Hækkerup sidder også i Folketinget for Socialdemokraterne, og onklen Hans Hækkerup var forsvarsminister i Nyrup-regeringerne. Hækkerup-familien er blevet kaldt det bedste bud på en dansk Kennedy-klan.
Han blev i 1987 student fra Frederiksborg Gymnasium og HF og cand.jur i 1994 fra København Universitet. I 1998 blev han ph.d. i jura med en afhandling om Kontrol og sanktioner i EF-retten. Han var adjunkt ved universitetet i perioden 1998-2000.
Hækkerup er gift med Petra Freisleben Hækkerup, der er landskabsarkitekt. Han har 4 børn.

## Politisk karriere

### Borgmester
Nick Hækkerup blev første gang valgt ind i byrådet i Hillerød i 1993. I 2000 blev han Danmarks yngste borgmester, og i 2005, ved hans sidste kommunalvalg i Hillerød, fik han 8.658 personlige stemmer, og Socialdemokraterne fik 15 ud af 27 pladser i byrådet.
I 2001 valgte den amerikanske biotekgigant Biogen Idec at placere sit første internationale produktionsanlæg i Hillerød. Kommunen besluttede i den forbindelse altid at svare på virksomhedens spørgsmål inden for 24 timer og myndighedsbehandle på engelsk. Den førte erhvervspolitik i Hillerød førte til, at Nick Hækkerup ved lokalvalgene modtog mere hjælp fra erhvervslivet end fagbevægelsen. Nick Hækkerup har udtalt til Berlingske Tidende, at "Det hænger sammen med, at det lykkedes at tiltrække flere videnstunge virksomheder til Hillerød, samtidig med at alle andre talte om udflytning af jobs. Derfor fik jeg også betydelige tilskud fra arbejdsgiverne i Hillerød, da jeg stillede op til Folketinget. De har formentlig valgt at se ud over deres fordomme og sige; jamen selv om Nick er socialdemokrat, så har vi en forventning om, at han kan tage noget af det, der lykkedes i Hillerød, med til Christiansborg."
Nick Hækkerup blev den 2. juni 2010 i programmet Operation X anklaget for at overtræde loven ved på Hillerød Kommunes vegne at købe jord i Skævinge for at tjene penge på videresalg Statsforvaltningen afgjorde imidlertid den 26. oktober 2011, at der ikke var begået nogen ulovligheder.

### Medlem af Folketinget
Nick Hækkerup var medlem af Folketinget fra valget 13. november 2007 til 9. maj 2022. I første valgperiode var han Socialdemokraternes skatteordfører og en af hovedarkitekterne bag Socialdemokraterne og Socialistisk Folkepartis skattepolitiske udspil Fair Forandring.
I 2009 gav netavisen Altinget.dk Nick Hækkerup karakteren 8 på en 1-9 skala ud fra kriterier om synlighed, faglig kunnen og politisk tæft. Avisen skrev bl.a. "Han er kendt for at være en dygtigt strategisk tænkende politiker og har da også været en ledende kraft i udarbejdelsen af Socialdemokraternes nye skattepolitik."
I 2008 gik Nick Hækkerup ind i debatten mellem Socialdemokraterne og Dansk Folkeparti. Han citeres den 3. juli for at sige »Det er simpelthen et parti, som synes, at sorte mennesker skal ud af landet, og ikke er lige så meget værd som os«. Han modererede siden sine udtalelser.
Lars Løkke Rasmussen, daværende indenrigs- og sundhedsminister, udtalte i 2006 om Nick Hækkerup:
| Citat                                                    | Han er dygtig og kompetent. Og så er han professionel i sin uenighed: Man kan sagtens have sammenstød med ham og så i øvrigt have et kanon samarbejde. | Citat |
| Lars Løkke Rasmussen om at samarbejde med Nick Hækkerup. | |       |

### Forsvarsminister
Inden sin udnævnelse til forsvarsminister havde Nick Hækkerup stiftet bekendtskab med Forsvaret under sin værnepligt ved Søværnets Eksercerskole i Auderød, hvor han blev valgt til landstalsmand.
Nick Hækkerups linje som forsvarsminister har været at fortsætte Danmarks aktivistiske udenrigspolitik. Til overdragelsesforretningen d. 3. oktober 2011 i Forsvarsministeriet sagde han i sin tale: ”Spørgsmålet er ikke, om vi møder verden, men hvordan vi møder den verden, som vi er en del af. Tager vi stilling, eller forsøger vi at være lilleputnationen, der ligger stille? Siden Murens fald har vi taget stilling, og sådan skal det fortsat være. Som forsvarsminister er jeg dedikeret til at fortsætte kampen mod de trusler vi og vore allierede står overfor. Det handler om den ultimative beslutning om at sende soldater, men også om at gøre alt hvad vi kan for at undgå, at vi når dertil."
Som forsvarsminister står Nick Hækkerup i spidsen for de nedskæringer på 3 milliarder kr., som Forsvaret skal igennem. Det er nedskæringer på 1 milliard mere, end hvad den tidligere VK-regering allerede havde besluttet. Nick Hækkerup satte ydermere et arbejde i gang med at modernisere Forsvarets struktur, herunder muligvis nedlægge Forsvarskommandoen. Den 20. marts 2012 udnævnte Nick Hækkerup brigadegeneral Peter Bartram som ny forsvarschef. Forud var gået en proces, der havde vakt en del furore, hovedsageligt fordi Nick Hækkerup havde slået stillingen op i flere dagblade og dermed brudt med det rotationsprincip mellem de tre værn, der hidtil havde dikteret, hvem der skulle være den næste forsvarschef.

### Andre ministerposter
Den 9. august 2013 iværksatte Thorning Schmidt en ministerrokade, hvor den tidligere Europaminister Nicolai Wammen erstattede Hækkerup på forsvarsministerposten. I stedet blev Hækkerup ny minister for EU- og handelsminister, der var et ministerium skabt ved at lægge Handelsministeriet og Europaministeriet sammen.
SF trådte ud af Regeringen Helle Thorning-Schmidt I i februar 2014, hvilket befordrede en ministerrokade. Det bevirkede, at Hækkerup i stedet blev ny Minister for sundhed og forebyggelse.

### Afgang fra politik
Den 1. maj 2022 valgte Nick Hækkerup at gå af som justitsminister og forlade politik til fordel for en stilling som direktør for Bryggeriforeningen fra 1. juni 2022.

## Udgivelser
- 2001 Forfatter af "Controls and sanctions in the EU law", Djøfs forlag
- 2000 Medforfatter af "Udvikling i EU siden 1992 på de områder, der er omfattet af de danske forbehold", Dansk Udenrigspolitisk Institut (DUPI)
- 1998 Forfatter af Ph.d.-afhandlingen "Kontrol og sanktioner i EF-retten, bekæmpelser af uregelmæssigheder overfor EF's budget", Djøfs forlag

## Politiske kontroverser

### Minksagen
På et pressemøde den 4. november 2020 oplyste statsminister Mette Frederiksen, at regeringen havde besluttet, at samtlige mink i Danmark skulle aflives på grund af risiko smitte med covid-19. Efterfølgende kom det frem, at denne ordre var ulovlig og af flere kaldet et brud på grundloven. Regeringen kom med skiftende forklaringer og flere partier i Folketinget krævede en redegørelse for minksagen. Redegørelsen blev offentliggjort den 18. november 2020, og det kom frem, at 6 ministre var blevet advaret den 1. oktober 2020 om at ordren var ulovlig - herunder Nick Hækkerup.
Justitsministeriet udtalte i et notat, at der var sket "tilsidesættelse af grundlæggende forvaltningsretlige normer", og på den baggrund erkendte justitsminister Nick Hækkerup, at der var tale om en kritisabel fejl, men nægtede samtidig, at der var tale om et grundlovsbrud.
Rigspolitiet har fået kritik fordi de vidste, at ordren var ulovligt, men alligevel ringede politiet rundt for at få minkavlerne til at aflive minkene. Nick Hækkerup har udtalt, at han er enig i kritikken, men han afviser at han eller ministeriet var involveret i dette.